# 紅鰲螯蝦
紅鰲螯蝦（Cherax quadricarinatus，意思為「紅色的爪」），又名藍色多刺螯蝦、四脊滑螯蝦、澳洲螯蝦或澳洲淡水螯蝦，原產於大洋洲，分布於澳洲昆士蘭北領地與新幾內亞東南部河流，在霍華德、雷諾茲河和阿德萊德河與多數大洋洲北部的河川都有發現，比同樣有名的克氏原螯蝦（美國螯蝦）體型更大、適應力更強。

## 體型
紅鰲螯蝦一般成年體型可以達到15公分以上，最大的紀錄為30公分，不過有些島上的種類體型更大（如:40公分），目前塔斯馬尼亞島的巨大型紅鰲螯蝦（體重重達3.6公斤和6公斤的超巨型個體就在這裡發現的），已因為濫捕，而列入瀕危物種（其他地區的紅鰲螯蝦依然是十分強勢的）。

## 繁殖
紅鰲螯蝦只需 6-8 個月，體重就可以達到 200 公克，也會進入性成熟期，交配行為可分為三個階段，分別為預交配期、交配期和交配後期，每次約產下 100-1000 顆卵，其與克氏原螯蝦一樣，幼苗無須經過浮游期，卵會在母蝦的懷中，直到發育成蝦苗。

## 食物
紅鰲螯蝦的食物從小魚到其他淡水蝦類都有，甚至有時會撿拾大型動物的腐屍，牠甚麼都吃（包括水草），是十分標準的機會主義者。

## 觀賞
紅鰲螯蝦建議不要與兇猛的克原氏螯蝦養在一起，以免發生打鬥（打鬥結果通常是克氏原螯蝦較慘）。而紅鰲螯蝦，最適合生存的水溫為24～30℃，如果差距太大，通常螯蝦長不大，胚胎適合在22～32℃地水溫下長大，若維持28～30℃的水溫，則可縮短孵化時間。

## 體色與特徵

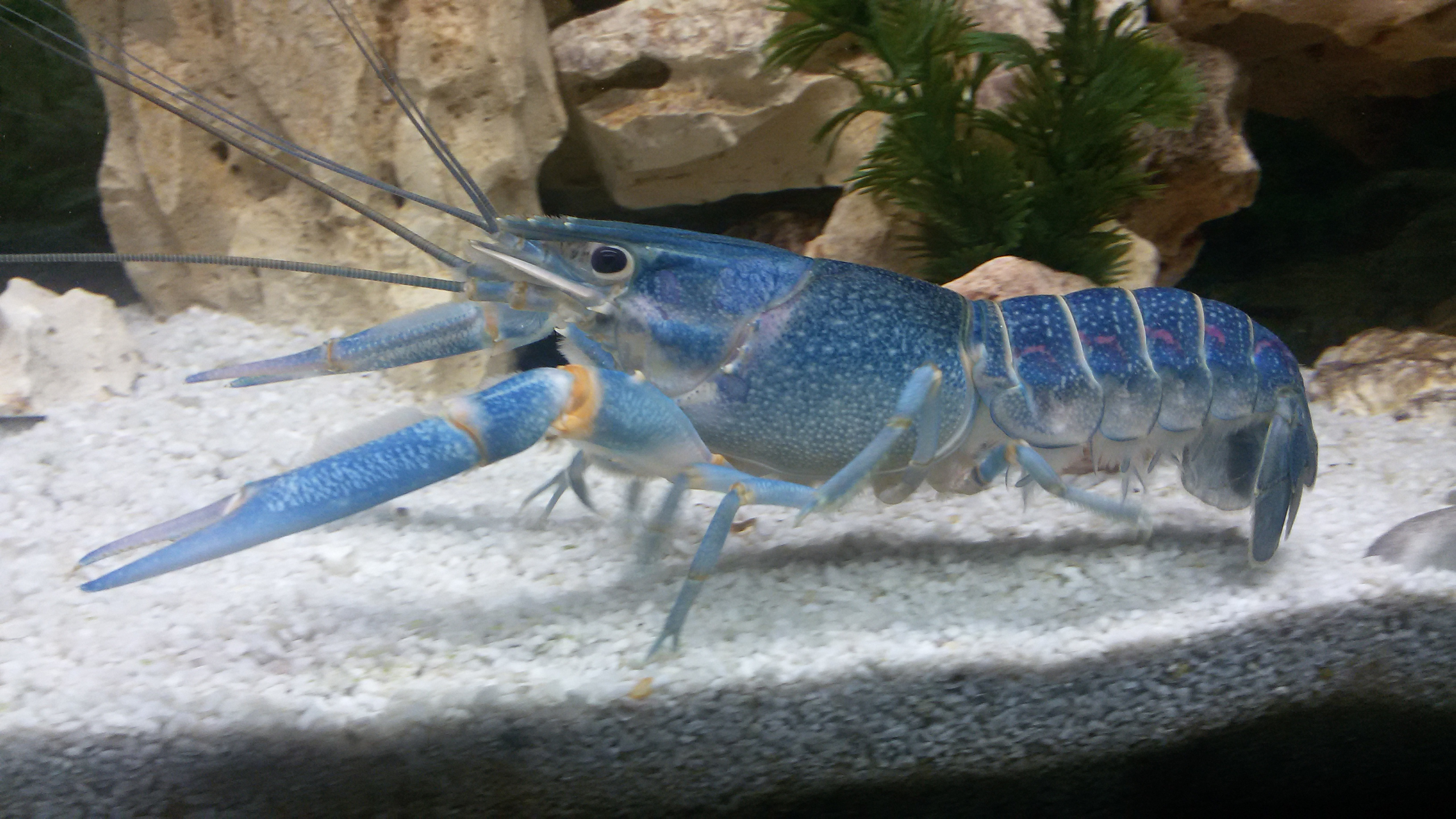
蓝色个体

紅鰲螯蝦沒有一定的體色，大多數是隨著環境而改變，通常為紅色或藍色。其通常是雌雄異體，雄性體型會大於雌性，成熟的雄性螯足上有一部份為鈣化的淡紅色膜，雌性則沒有。不過，在澳洲可以見到的體色純黑的紅鰲螯蝦。此種的大螯上有鉤子，可勾住獵物，在淡水龍蝦家族中是獨一無二的，此外，紅鰲螯蝦的甲殼上也有許多尖刺。

## 棲地
紅鰲螯蝦因為適應力極好，所以棲地範圍十分廣泛，從小河、池塘到骯髒的死水塘和水溝都有牠的蹤跡；紅鰲螯蝦最適合在淺水的植被與木頭結構中居住，此外，紅鰲螯蝦也可以在長期無水、乾旱期生存，並且可在含氧量極低的水池生存。

## 行走方式
紅螯螯蝦可以往前走，遇敵時，也可以往後走，如此一來，也成了紅螯螯蝦生存的一大優勢。

## 害處

### 築巢挖洞
紅鰲螯蝦與其他的淡水龍蝦一樣，喜歡挖洞築巢（特別是在水道乾涸時），因此會破壞堤壩，是當地政府的一大困擾。

### 生態破壞
紅鰲螯蝦多年來被引進多個國家做為觀賞用，但某些飼養者不當的放生，再加上紅鰲螯蝦產卵量驚人，與適應能力極好，使得紅鰲螯蝦成為強勢物種，並不斷壓縮原生種的棲地空間，對生態的破壞十分嚴重。

### 破壞水草、水稻
紅鰲螯蝦與克氏原螯蝦相同會破壞水草與水稻，並且食用，常造成種植水草的業者與農民的困擾，尤其，是在非原產地國家更為嚴重。

## 紅鰲螯蝦在亞洲的分布概況
紅鰲螯蝦目前在許多亞洲國家都有分布，不過都被列為外來種名單，尤其在中國造成十分嚴重的生態破壞。

## 食用
烹調方式與克氏原螯蝦(美國螯蝦)相同，但肉質上勝過克氏原螯蝦，且肉量較多。
一般市面販售之紅鰲螯蝦以60-75克居多，若有重量超過200克以上之個體，其滋味幾可媲美美洲螯龍蝦(波士頓龍蝦)等海水蝦類。然因其為淡水蝦類的緣故，在肉質彈性與甜度上仍略遜於海水食用蝦。